# 52421 Daihoji
52421 Daihoji este un asteroid din centura principală de asteroizi.

## Descriere
52421 Daihoji este un asteroid din centura principală de asteroizi. A fost descoperit pe 1 iunie 1994 la Kuma Kogen de Akimasa Nakamura. El prezintă o orbită caracterizată de o semiaxă mare de 3,13 ua, o excentricitate de 0,18 și o înclinație de 22,2° în raport cu ecliptica.